# 犹太世俗主义
犹太世俗主义（希伯來語：יהדות חילונית）是指犹太人背景下的世俗主义，意指在很少或几乎不涉及宗教层面的情况下界定犹太人身份的一种观念。犹太世俗主义的概念最早出现于19世纪晚期，其影响力在两次世界大战之间达到顶峰。